# Matz-Ztefanz med Lailaz
Matz-Ztefanz med Lailaz var ett svenskt parodiskt dansband. Namnet är en ordlek med stavningarna av de svenska dansbanden Matz Bladhs och Lasse Stefanz, och att många svenska dansband i allmänhet stavar med z i stället för s.
Matz-Ztefanz med Lailaz var en plojorkester som bildades på skoj i samband med revyn Sommarskôj på Lisebergsteatern 1997. Orkestern bestod av Stefan Ljungqvist: elbas och sång, Bo Maniette: gitarr, sång, Laila Westersund: trummor, sång, Mats Ljung: gitarr, sång, samt Lennart Palm: elorgel. Bandet gav ut ett album, Matz-Ztefanz med Lailaz Volym 1, där låten Evert skriven och komponerad av Errol Norstedt (mer känd som Eddie Meduza) ingick. Evert låg på Svensktoppen i 22 veckor 1997–1998. Låtarna Eleganten, Epatraktorn och Ingen plockar en maskros, också skrivna och komponerade av Norstedt var med på albumet. Texterna skilde sig dock i de stycken som ingick i revyn jämfört med Norstedts egna inspelningar. Även Eleganten och Epatraktorn hamnade på Svensktoppen. Skivan såldes i över 50.000 exemplar. 2004 kom uppföljaren Matz-Ztefanz med Lailaz Volym 2.

## Diskografi
- 1997 - Evert/Ingen plockar en maskros (singel)[1]
- 1997 - Matz-Ztefanz med Lailaz Volym 1[1]
- 1998 - I min trädgård/Schäfern bet (singel)[2]
- 2004 - Matz-Ztefanz med Lailaz Volym 2[3]

## Medlemmar
- Stefan Ljungqvist: Elbas och sång.
- Bo Maniette: Gitarr och sång.
- Laila Westersund: Trummor och sång.
- Mats Ljung: Gitarr och sång.
- Lennart Palm: Elorgel.

### Fotnoter
1. 1 2  ”Svensk mediedatabas”. http://smdb.kb.se/catalog/id/001552843. Läst 27 juni 2011.
2. ↑  ”Svensk mediedatabas”. http://smdb.kb.se/catalog/id/001518653. Läst 27 juni 2011.
3. ↑  ”Svensk mediedatabas”. http://smdb.kb.se/catalog/id/002017291. Läst 27 juni 2011.